# Out to Win
Out to Win é um filme mudo britânico de 1923, do gênero drama, dirigido por Denison Clift e estrelado por Catherine Calvert, Clive Brook e Irene Norman. Foi baseado na peça de 1921, Out to Win, de Dion Clayton Calthrop e Roland Pertwee.

## Elenco
- Catherine Calvert - Auriole Craven
- Clive Brook - Barraclough / Altar
- Irene Norman - Isobel
- Cameron Carr - Harrison Smith
- A. B. Imeson - Ezra Phipps
- Ivo Dawson - Lawrence
- Olaf Hytten - Cumberston
- Norman Page - Van Diet

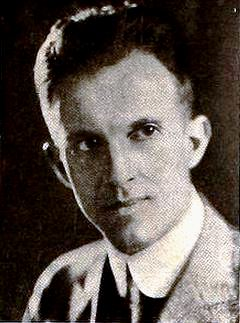
Clift, diretor

- Robert English - Lord Altmont Frayne
- Ernest A. Douglas - Hilbert Torrington
- James McWilliams - Doran
- Daisy Campbell - Sra. Barraclough
- Ernest A. Dagnall - Sydney